# NGC 5054
NGC 5054 ist eine 10,9 mag helle Spiralgalaxie vom Hubble-Typ Sbc im Sternbild der Jungfrau auf der Ekliptik, die etwa 73 Millionen Lichtjahre von der Milchstraße entfernt ist.
Sie wurde am 31. Dezember 1785 vom deutsch-britischen Astronomen Wilhelm Herschel mit einem 18,7-Zoll-Spiegelteleskop entdeckt, der sie dabei mit „pB, pL, iF, mbM“ beschrieb.